# Malå kommun
Malå kommun är en kommun i Västerbottens län i landskapet Lappland i Sverige. Centralort är Malå.
Kommunen är belägen i sydöstra delen av Lapplands skogsland, och en del av Skelleftefältet löper in i kommunen. Tidigare dominerades det lokala näringslivet av gruvindustrin, men den har nu upphört. Basen för näringslivet utgjordes i början av 2020-talet av trä- och verkstadsindustrin samt utveckling av geofysiska instrument  och prospekteringsverksamhet. 
Sedan kommunen bildades 1983 har befolkningstrenden varit negativ. Efter valen på 2010-talet har kommunen styrts av Socialdemokraterna i koalition med Vänsterpartiet.

## Administrativ historik
Kommunens område motsvarar Malå socken där vid kommunreformen 1862 Malå landskommun bildades. Malåträsks municipalsamhälle inrättades 30 maj 1941 och upplöstes vid årsskiftet 1952/1953.
Kommunreformen 1952 påverkade inte indelningarna i området, då varken Västerbottens eller Norrbottens län berördes av reformen.
Malå kommun bildades vid kommunreformen 1971 av Malå landskommun. 1974 uppgick kommunen i Norsjö kommun och återbildades genom en utbrytning 1983 med samma omfattning som före samgåendet.
Kommunen ingår sedan bildandet i Skellefteå domsaga.
Kommunen ingår sedan 2010 i Förvaltningsområdet för samiska, kommunnamnet på samiska är  Málágen kommuvdna .

## Geografi
Malå kommun ligger i den norra delen av Västerbottens län och gränsar till Sorsele kommun i väster, Lycksele kommun i söder, Norsjö kommun i öst samt Norrbottens län och Arvidsjaurs kommun i norr.

### Topografi och hydrografi

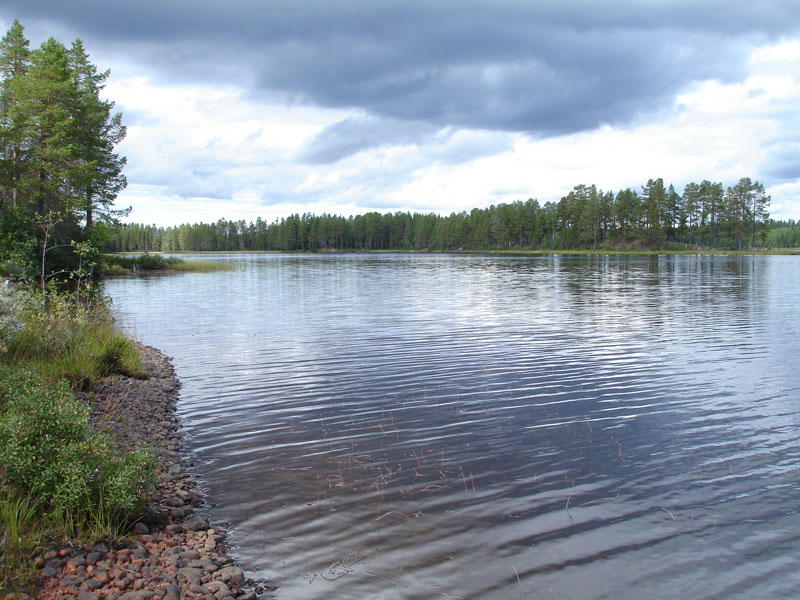
Västra sidan av Malåträsket (2013.

Kommunen är belägen i sydöstra delen av Lapplands skogsland. Berggrunden utgörs i huvudsak av graniter, men ingår även i Skelleftefältet som inkluderar inslag av malmförande berggrund. Genom berggrunden går en sprickbildning i nordväst–sydöstliga riktningen, vilken styr Skellefteälvens och Malåns lopp. Till största delen utgörs Malå av en utplanad urbergsslätt med inslag av uppstickande restberg. Lagren av morän är oftast mäktiga och myrinslaget bitvis markant. Längs älvdalarna finns isälvsavlagringar. Det finns flera områden med urskog där Strömsforsområdet och Fågelmyrkölen med 500-åriga tallar tillhör de vackraste.
Malåträsket, som är en del av Malån, är ett sel vars norra stränder gränsar till centrala Malå.

### Naturskydd
År 2022 fanns 16 naturreservat i kommunen, däribland Avaås och Malå-Storforsen. Avaås är ett urskogsbetonat skogsområde som ligger i sydsluttning och som präglats av flera bränder. Området är 58 hektar stort och ligger 16 km nordväst om Malå på Matsbergets sluttning ner mot Malån. Malå-Storforsen, som ligger både i Malå och Norsjö kommun, är en kalkrikt dalgång (kanjon) som omgärdar en del av Malån. Reservatet är 92 hektar stort och här finns arter som norna, tulpanskål, pors, brakved, fjällruta, ängsruta och örnbräken. Det finns även spår av timmerflottning i området.

### Administrativ indelning
Fram till 2016 var kommunen för befolkningsrapportering indelad i ett område: Malå församling.
Från 2016 indelas kommunen i ett enda distrikt, Malå distrikt.

### Tätorter
Det finns bara en tätort i Malå kommun: Malå med 2 043 invånare den 31 december 2015.

## Styre och politik

### Styre
Mandatperioden 2006-2010 styrdes kommunen av en koalition med Malålistan i spetsen tillsammans med Folkpartiet, Centerpartiet och Kristdemokraterna. Efter valet 2010 styrdes Malå av Socialdemokraterna och Vänsterpartiet. Båda partierna fortsatte att styra efter valet 2014. Även efter valet 2018 fortsatte partierna att samstyra. Denna period delades posten som kommunalråd mellan vänsterpartisten Lennart Gustavsson och socialdemokraten Mikael Abrahamsson.

### Kommunfullmäktige

#### Presidium
| Presidium 2022–2026 | Presidium 2022–2026 | Presidium 2022–2026 |
| ------------------- | ------------------- | ------------------- |
| Ordförande          | S                   | Joacim Eliasson     |
| Vice ordförande     | ML                  | Börje Stenlund      |

#### Mandatfördelning 1970 och 1982–2022
Största parti vid kommunalvalen har varit Socialdemokraterna, förutom 2006 då Malålistan blev det största partiet. 
|  | 16 | 4 | 7 |  |  |

| 27 |

| 19 | 4 | 4 | 2 | 2 |

| 22 | 9 |

| 19 | 3 | 5 | 2 | 2 |

| 19 | 12 |

| 3 | 16 | 3 | 5 | 2 | 2 |

| 20 | 11 |

| 5 | 14 | 3 | 4 | 2 | 3 |

| 21 | 10 |

| 8 | 14 |  | 2 | 2 |  | 3 |

| 18 | 13 |

| 7 | 12 |  | 2 | 3 | 2 | 4 |

| 19 | 12 |

| 5 | 12 |  | 2 | 2 | 2 | 7 |

| 18 | 13 |

| 3 | 12 | 12 |  | 2 |  |

| 17 | 14 |

| 5 | 13 | 9 | 3 |  |

| 17 | 14 |

| 3 | 10 | 7 |  | 4 |

| 14 | 11 |

| 8 | 8 |  | 4 |  | 3 |

| 14 | 11 |

| 8 | 7 |  | 4 | 4 |  |

| 12 | 13 |

För valresultat 1973–1979, se dåvarande kommuntillhörighet; Norsjö kommun.

### Nämnder

#### Kommunstyrelse
Totalt har kommunstyrelsen nio ledamöter. Mandatperioden 2022–2026 har Malå kommun två ordförande, dessa fördelar tiden på två år vardera.
| Presidium 2022–2026    | Presidium 2022–2026 | Presidium 2022–2026     |
| ---------------------- | ------------------- | ----------------------- |
| Ordförande             | V                   | Lennart Gustavsson      |
| Ordförande             | L                   | Cecilia Festin Stenlund |
| Förste vice ordförande | S                   | Mikael Abrahamsson      |

#### Lista över kommunstyrelsens ordförande
- Arne Hellsten, Malålistan, 2006–2010
- Martin Noréhn, Socialdemokraterna, 2010–11 december 2016[19]
- Mikael Abrahamsson, Socialdemokraterna, 20 februari 2017–31 december 2018[20]
- Lennart Gustavsson, Vänsterpartiet, 1 januari 2019–[21]

Denna lista hämtas från Wikidata. Informationen kan ändras där.

#### Övriga nämnder
Den 1 juli 2020 genomfördes en organisationsförändring som innebar att Omsorgsnämnden, Barn- och utbildningsnämnden och Kultur- och fritidsnämnden togs bort och ersattes av tre  utskott – Allmänna utskottet, Sociala utskottet och Utbildningsutskottet.  Förutom de obligatoriska nämnderna i Sverige finns även följande nämnder i Malå kommun:
| Nämnd              | Ordförande | Ordförande           | Vice ordförande | Vice ordförande |
| ------------------ | ---------- | -------------------- | --------------- | --------------- |
| Socialnämnden      | S          | Anna-Stina Bergström | ML              | Jill Johansson  |
| Utbildningsnämnden | ML         | Ruth Hellsten        | L               | Stefan Lundgren |

Bygg- och miljönämnden är gemensam med Norsjö kommun. Andra gemensamma nämnder är: Trepartens renhållningsnämnd, Överförmyndarnämnden i Södra Lappland, och Nämnd för drift av personalsystem.

## Ekonomi och infrastruktur

### Näringsliv
Tidigare dominerades det lokala näringslivet av gruvindustrin, men den har nu upphört. Basen för näringslivet utgjordes i början av 2020-talet av trä- och verkstadsindustrin samt utveckling av geofysiska instrument och prospekteringsverksamhet. Det största industriföretaget var den mekaniska verkstaden Hultdin System AB i centralorten. Andra större arbetsgivare var kommunen, Bennys gräv AB som sysslar med uthyrning av fordon, Guideline Geo AB som arbetar med konsultutveckling och uthyrning av instrument, sågverket Setra och Sveriges geologiska undersökning (SGU). År 2022 fanns en skogssameby i kommunen, Malå sameby.
2015 arbetade 44,5 procent av förvärvsarbetarna i Malå kommun i den offentliga sektorn och 55,5 procent i den privata sektorn. Av männen arbetade 73,3 procent i den privata sektorn och 26,7 procent i den offentliga, medan av kvinnorna arbetade 65,0 procent i den offentliga sektorn och 35,0 procent i den privata.
2015 hade 1 480 personer sin arbetsplats inom Malå kommun, varav 1 210 bodde och arbetade i kommunen och 270 pendlade in från någon annan kommun. Utöver det så pendlade 347 invånare till arbetsplatser utanför kommungränsen, varav de fem kommuner med högst antal pendlare från Malå kommun var Lycksele (125 personer), Skellefteå (53), Norsjö (43), Umeå (24) och Arvidsjaur (19). Av de 270 förvärvsarbetarna som pendlande in till Malå kommun var de fem kommuner med högst antal inpendlare Lycksele (65 personer), Norsjö (58), Sorsele (36), Skellefteå (30) och Arvidsjaur (21).

#### Turism
Kommunen är en del av Gold of Lapland, en ekonomisk förening som syftar till att utveckla besöksnäringen hos medlemmarna. Organisationen verkar för att lyfta kultur- och industrihistoriska värden inom olika teman så som Guldriket, vilket utgörs av gruvlandskapet i Västerbotten, och Ostriket.
I kommunen finns en av Västerbottens mest besökta skidanläggningar, Tjamstanbackarna.

### Infrastruktur

#### Transporter
Kommunen genomkorsas av länsväg 370.

## Befolkning

### Demografi

#### Befolkningsutveckling
Mellan 1970 och 2015 minskade befolkningen i Malå kommun med 33,2 % jämfört med hela Sveriges befolkning som under samma period ökade med 18,0 %.
| Befolkningsutvecklingen i Malå kommun 1970–2020 | Befolkningsutvecklingen i Malå kommun 1970–2020 | Befolkningsutvecklingen i Malå kommun 1970–2020 | Befolkningsutvecklingen i Malå kommun 1970–2020 | Befolkningsutvecklingen i Malå kommun 1970–2020 |
| --- | ----------------------------------------------- | ----------------------------------------------- | ----------------------------------------------- | ----------------------------------------------- |
| |                                                 |                                                 |                                                 |                                                 |
| År |                                                 |                                                 | Folkmängd                                       |                                                 |
| 1970 | 1970                                            |                                                 | 4 653                                           |                                                 |
| 1975 | 1975                                            |                                                 | 4 347                                           |                                                 |
| 1980 | 1980                                            |                                                 | 4 312                                           |                                                 |
| 1985 | 1985                                            |                                                 | 4 222                                           |                                                 |
| 1990 | 1990                                            |                                                 | 4 154                                           |                                                 |
| 1995 | 1995                                            |                                                 | 3 981                                           |                                                 |
| 2000 | 2000                                            |                                                 | 3 610                                           |                                                 |
| 2005 | 2005                                            |                                                 | 3 421                                           |                                                 |
| 2010 | 2010                                            |                                                 | 3 274                                           |                                                 |
| 2015 | 2015                                            |                                                 | 3 109                                           |                                                 |
| 2020 | 2020                                            |                                                 | 3 024                                           |                                                 |
| Anm: Uppgifterna avser förhållandena den 31 december enligt den kommunala indelningen den 1 januari året efter. Malå kommun var del av Norsjö kommun åren 1974-1982. |                                                 |                                                 |                                                 |                                                 |

#### Befolkningstäthet
Kommunen hade den 31 december 2016 en befolkningstäthet på 1,9 invånare per km², medan den i riket var 24,5 inv/km².

#### Utländsk bakgrund
Den 31 december 2016 utgjorde antalet invånare med utländsk bakgrund (utrikes födda personer samt inrikes födda med två utrikes födda föräldrar) 268, eller 8,65 % av befolkningen (hela befolkningen: 3 100 den 31 december 2016). Den 31 december 2002 utgjorde antalet invånare med utländsk bakgrund enligt samma definition 127, eller 3,57 % av befolkningen (hela befolkningen: 3 553 den 31 december 2002). Andelen med utländsk bakgrund var 31 december 2016 8,65 % av befolkningen, vilket är mycket under riksgenomsnittet på 22 %.
| Bakgrund den 31 december 2016                             | Antal | Andel   | Varav män | Kvinnor |
| --------------------------------------------------------- | ----- | ------- | --------- | ------- |
| Utrikes födda                                             | 248   | 8,00 %  | 119       | 129     |
| Inrikes födda med två utrikes födda föräldrar             | 20    | 0,65 %  | 10        | 10      |
| Inrikes födda med en inrikes och en utrikes född förälder | 100   | 3,23 %  | 49        | 51      |
| Inrikes födda med två inrikes födda föräldrar             | 2 732 | 88,13 % | 1 397     | 1 335   |

#### Invånare efter de vanligaste födelseländerna
Denna tabell redovisar födelseland för Malå kommuns invånare enligt den statistik som finns tillgänglig från Statistiska centralbyrån (SCB). SCB redovisar endast födelseland för de fem nordiska länderna samt de 12 länder med flest antal utrikes födda i hela riket. En person som inte kommer från något av de här 17 länderna har istället av SCB förts till den världsdel som födelselandet tillhör. Personer födda i Sovjetunionen samt de personer med okänt födelseland är också medtagna i statistiken.
| Födelseland 31 december 2016 | Födelseland 31 december 2016      | Födelseland 31 december 2016 | Födelseland 31 december 2016 | Födelseland 31 december 2016 |
| ---------------------------- | --------------------------------- | ---------------------------- | ---------------------------- | ---------------------------- |
| Nr                           | Land/världsdel                    | Antal                        | Andel                        | Andel i hela riket           |
| 1                            | Sverige                           | 2 852                        | 92,00 %                      | 82,15 %                      |
| 2                            | Asien: Övriga länder              | 34                           | 1,10 %                       | 2,09 %                       |
| 3                            | Eritrea                           | 24                           | 0,77 %                       | 0,35 %                       |
| 4                            | Europeiska unionen: Övriga länder | 21                           | 0,68 %                       | 2,07 %                       |
| 4                            | Somalia                           | 21                           | 0,68 %                       | 0,64 %                       |
| 4                            | Tyskland                          | 21                           | 0,68 %                       | 0,50 %                       |
| 7                            | Finland                           | 20                           | 0,65 %                       | 1,54 %                       |
| 8                            | Afghanistan                       | 19                           | 0,61 %                       | 0,35 %                       |
| 9                            | Europa utom EU: Övriga länder     | 18                           | 0,58 %                       | 0,72 %                       |
| 10                           | Thailand                          | 15                           | 0,48 %                       | 0,40 %                       |
| 11                           | Afrika: Övriga länder             | 14                           | 0,45 %                       | 0,96 %                       |
| 12                           | Sydamerika                        | 12                           | 0,39 %                       | 0,70 %                       |
| 13                           | Syrien                            | 10                           | 0,32 %                       | 1,49 %                       |
| 14                           | Nordamerika                       | 4                            | 0,13 %                       | 0,37 %                       |
| 14                           | Norge                             | 4                            | 0,13 %                       | 0,42 %                       |
| 16                           | Oceanien                          | 3                            | 0,10 %                       | 0,06 %                       |
| 16                           | Irak                              | 3                            | 0,10 %                       | 1,35 %                       |
| 18                           | Bosnien och Hercegovina           | 2                            | 0,06 %                       | 0,58 %                       |
| 19                           | Iran                              | 1                            | 0,03 %                       | 0,71 %                       |
| 19                           | / SFR Jugoslavien/FR Jugoslavien  | 1                            | 0,03 %                       | 0,67 %                       |
| 19                           | Polen                             | 1                            | 0,03 %                       | 0,89 %                       |
| 22                           | Danmark                           | 0                            | 0,00 %                       | 0,41 %                       |
| 22                           | Island                            | 0                            | 0,00 %                       | 0,06 %                       |
| 22                           | Okänt födelseland                 | 0                            | 0,00 %                       | 0,01 %                       |
| 22                           | Sovjetunionen                     | 0                            | 0,00 %                       | 0,06 %                       |
| 22                           | Turkiet                           | 0                            | 0,00 %                       | 0,47 %                       |

#### Utländska medborgare
Den 31 december 2016 hade 164 invånare (5,29 %), varav 95 män och 69 kvinnor, ett utländskt medborgarskap och saknade samtidigt ett svenskt sådant. Personer som har både utländskt och svenskt medborgarskap räknas inte av Statistiska centralbyrån som utländska medborgare.

## Kultur

### Kulturarv
En av de äldsta fornlämningarna som hittats i kommunen är en boplats från stenåldern som hittats i Mörttjärn. Den utgörs av en boplatsvall där en större hydda legat. De fångstgropar, vilka är typiska för norra Sverige, som hittats användes främst för att fånga älg. Även lämningar från samiska boplatser, visteplatser, har hittats. I Fatmomakke finns en kyrkstad från 1700- talet bevarad och i Gillesnoule finns en kapellplats från 1600-talet. Vid Malån och Stora Skäppträsket finns likholmar från 1600-1870-talet, ett minne efter den tid då området saknade egen kyrka och kroppar under sommarhalvåret begravdes i väntan på vintern och att föret skulle bära till kyrkan i Arvidsjaur.

### Kommunvapen
Blasonering: I rött fält en medelst vågskura bildad stam och ovanför denna två korslagda skogshuggaryxor av silver.
Malå landskommun antog detta vapen 1962, men lät det aldrig fastställas av Kungl. Maj:t. När kommunen upphörde 1974 kom det ur bruk. 1984 registrerades det hos Patent- och registreringsverket för den nya kommunen.

### Sport
Malmfältsloppet är en årlig tävling i längdskidor som hållits sedan den 19 februari 1956. År 2020 lockade tävlingen 232 deltagare.
Bland kända hockeyspelare som har Malå IF som moderklubb hittas NHL-proffset Nils Höglander.